# Zur Linden
Die Ortslage Zur Linden (gleichfalls wird die Benennung Linden benutzt) im Wohnquartier Osterholz im Wuppertaler Stadtbezirk Vohwinkel geht auf eine alte Hofschaft zurück.

## Lage
Die Hofschaft befindet sich im äußersten Westen des Stadtteils in der Sohle der Vohwinkeler Senke. Nördlich der Ortslage verläuft der Krudtscheider Bach.
Benachbarte Ortslagen sind Osterholz, Simonshöfchen, Ölbers, Schrotzberg, Alt-Derken und wüst gefallen Steeg. Zur Nachbargemeinde Haan gehörend liegt benachbart: Birschels und mittlerweile wüst gefallen Mühlenfeld, Isenberg, Klevenhof und Vogelsang.

## Geschichte
Zur Linden, eine kleine Hofschaft, ist urkundlich erstmals 1448 erwähnt und gehörte bis zu Beginn des 19. Jahrhunderts zur Oberste Honschaft Haan im bergischen Amt Solingen.
Auf einer Karte von 1824 ist die Ortslage als ‚z. Linde‘ beschriftet. Eine frühere Namensnennung als ‚Zur Lynden‘ wird auch erwähnt. 1843 ist die Ortslage auf einer Karte als ‚Linden‘, auf den Topographischen Karten (TK25) ab 1892/92 dann als ‚Zur Linden‘.
Die Trasse der Bahnstrecke Düsseldorf–Elberfeld wurde in den Jahren 1838 bis 1841 von der Düsseldorf-Elberfelder Eisenbahn-Gesellschaft unmittelbar am südlichen Rand der Ortslage gebaut. Ab 1907 wurde das Gelände nach Süden erweitert und den nun ehemaligen Rangierbahnhof Vohwinkel angelegt.
Die Hofanlage gehörte zum Kirchspiel Haan und kam 1894 nach Vohwinkel, das 1929 mit Elberfeld und Barmen zu Wuppertal vereinigt wurde.
Der Hof zur Linden, auf dem rund 170 Rinder gehalten werden, wurde 2011 von NRW-Umweltminister Johannes Remmel besucht.

## Die heutige Straße
Nach dieser Ortslage ist die Straße Zur Linden benannt worden. Sie zweigt von der Gruitener Straße nach Süden ab und stellt eine Verbindung zur Vohwinkeler Straße her, dabei untertunnelt die Straße mit rund 155 Meter Länge die Bahntrasse und den ehemaligen Rangierbahnhof Vohwinkel. Sie hatte ihren Namen am 9. Mai 1990 erhalten.